# Daniel Febles
Daniel Ricardo Febles Argüelles (Caracas, Distrito Capital, Venezuela; 8 de febrero de 1991) es un futbolista venezolano que juega como delantero en el  Mohammedan SC Dhaka de la Liga Premier de Bangladés.

### Monagas Sport Club
Febles se incorpora para trabajar con el Monagas Sport Club para el Torneo Apertura del 2017. Para el 19 de marzo anota su primer gol ante el Atlético Socopo, partido correspondiente a la Jornada 8, tras definir mano a mano ante el guardameta. En un encuentro celebrado el 7 de mayo antes el Carabobo Flejes anota un gol, partido que terminó 3-3 en el Monumental de Maturín.

## Trayectoria

### Selección nacional

#### Participaciones internacionales
| Competición                 | Sede | Resultado     | Partidos | Goles |
| --------------------------- | ---- | ------------- | -------- | ----- |
| Sudamericano Sub-20 de 2011 | Perú | Primera ronda | 4        | 0     |

### Profesional
| Club                | País          | Año         | Partidos | Goles |
| ------------------- | ------------- | ----------- | -------- | ----- |
| Caracas FC          | Venezuela     | 2010-2011   | 4        | 0     |
| Aragua FC (Cesión)  | Venezuela     | 2011-2012   | 14       | 1     |
| Caracas FC          | Venezuela     | 2012-2013   | 31       | 2     |
| Atlético Venezuela  | Venezuela     | 2013-2015   | 48       | 3     |
| Deportivo Táchira   | Venezuela     | 2015-2016   | 22       | 3     |
| Monagas SC (Cedido) | Venezuela     | 2017        | 35       | 8     |
| Seoul E-Land        | Corea del Sur | 2018        | 6        | 0     |
| Club Guabirá        | Bolivia       | 2018 - 2019 | 14       | 1     |
| Carabobo F.C.       | Venezuela     | 2019-2020   | 25       | 2     |
| Aragua FC           | Venezuela     | 2020        | 64       | 0     |
| Mohammedan SC       | Bangladesh    | 2021-2022   | 14       | 3     |
| UD Lanzarote        | España        | 2023-2024   | 3        | 0     |

## Palmarés
| Título           | Club       | País      | Año  |
| ---------------- | ---------- | --------- | ---- |
| Copa Venezuela   | Caracas FC | Venezuela | 2013 |
| Torneo Apertura  | Monagas    | Venezuela | 2017 |
| Primera División | Monagas    | Venezuela | 2017 |